# Donald Putnam Abbott
Donald Putnam Abbott (14 octobre 1920 - 18 janvier 1986) est un zoologiste des invertébrés et professeur de biologie à la station marine Hopkins de l'université Stanford de 1950 à 1982. Il obtient son doctorat sous la direction de Sol Felty Light (en) et Ralph Ingram Smith (d) à l'université de Californie à Berkeley. Abbott est un spécialiste des tuniciers ascidiens et une autorité sur toutes les formes d'animaux invertébrés. Son épouse, Isabella Abbott, est une spécialiste des algues marines du Pacifique.

## Vie privée
Abbott nait à Chicago, dans l'Illinois, aux États-Unis, le 14 octobre 1920. Son père, médecin et professeur de médecine à l'université de Chicago, meurt en 1936 à l'âge de 52 ans. Quelques mois après la mort de son père, Abbott quitte Chicago. En 1937, il arrive à Hawaï et s'inscrit à l'université d'Hawaï à Mānoa pour étudier la zoologie. Là-bas, il rencontre Isabella Aiona, étudiante en botanique. Abbott obtient un baccalauréat en zoologie en 1941 et reste à l'université d'Hawaï en tant qu'instructeur lorsque ses études supérieures sont interrompues par le déclenchement de la Seconde Guerre mondiale. Donald et Isabella se marient en 1943. La même année, Donald s'enrôle dans l'armée américaine et est affecté au Chemical Warfare Service.
Après la guerre, Donald et Isabella s'installent en Californie où ils poursuivent tous deux des études supérieures à l'université de Californie à Berkeley : Donald en zoologie et Isabella en botanique. Donald obtient une maîtrise en zoologie en 1948 et un doctorat en 1950. Isabella obtient son doctorat en botanique en 1950.
Au cours des étés 1948 et 1949, Donald travaille comme assistant pédagogique pour l'université de Californie pour ses cours d'été dispensés à la station marine Hopkins de l'université Stanford. En 1950, il accepte une offre de rejoindre le corps professoral de la Hopkins Marine Station, à Pacific Grove, en Californie, où il passe toute sa carrière professionnelle.
En 1953, Donald participe à une croisière de recherche sur l'atoll d'Ifaluk, en Micronésie, mais est frappé par la polio à son retour et n'est pas loin de perdre la vie. En se rétablissant, il craint de ne plus jamais marcher, même s'il finit par y parvenir, mais en boitant légèrement. Ce contact avec la mort lui donne une intensité de concentration et de dynamisme qui devient la marque de sa vie et de son œuvre.
Lorsque Donald prend sa retraite en 1982, lui et Isabella retournent à Hawaï où elle accepte un poste de professeur à l'université d'Hawaï à Manoa. Donald meurt en 1986 après une longue bataille contre le cancer. Il est resté actif professionnellement jusqu'à la fin, rencontrant des collègues pour discuter de projets et de manuscrits la veille de son décès.
Abbott et Isabella ont une fille, Annie Abbott Foerster.

## Carrière professionnelle
En 1950, l'université de Stanford espère recruter l'éminent zoologiste britannique Charles Maurice Yonge pour rejoindre la Faculté de la Station Marine Hopkins. Il refuse mais recommande Donald Abbott au comité de recherche. Abbott se voit ensuite offrir un poste d'instructeur à Hopkins (il s'est également vu proposer des postes d'instructeur à l'université de Yale et de Columbia). Il accepte l'offre de Stanford et rejoint la faculté de Hopkins Marine Station, où il reste toute sa carrière (1950-1982).
Abbott est un chercheur actif, mais son plus grand héritage est celui d'enseignant. Ses cours sont parmi les plus populaires de la Hopkins Marine Station. Il influence des centaines d'étudiants dans son cours de zoologie des invertébrés (111H-112H) et le « Spring Course » de Hopkins.
En plus de ses nombreuses publications de recherche, Abbott contribue à deux livres majeurs qui sont constamment utilisés par les zoologistes des invertébrés, même aujourd'hui, des décennies après leur publication. Il est invité à contribuer au livre Light's Manual: Intertidal Invertebrates of the Central California Coast et est le principal auteur et éditeur de Intertidal Invertebrates of California, souvent simplement et affectueusement appelé The Big Book.
En 1975, Abbott reçoit le prix du doyen H&S pour l'enseignement de l'université Stanford. En 1982, Abbott reçoit également le prix Lloyd W. Dinkelspiel pour service exceptionnel rendu à l'enseignement de premier cycle.
La carrière d'Abbott et ses contributions dans les domaines de la zoologie des invertébrés et de la biologie marine sont commémorées lors d'un symposium tenu en son honneur du 20 au 23 novembre 1987 au Asilomar Conference Center, Asilomar, Californie, États-Unis.

## Publications
- (en) Donald P. Abbott, Asexual reproduction in the colonial ascidian Metandrocarpa taylori, University of California Press, 1953
- (en) Marston Bates et Donald P. Abbott, IFALUK-Portrait of a Coral Island, Museum Press Ltd., 1959
- (en) Donald P. Abbott, The Biology of Acmaea, The Veliger 11 Supplement, 1968
- (en) Robert H. Morris, R.H., Donald P. Abbott et Eugene C. Haderlie, Intertidal Invertebrates of California, Stanford University Press, 1980
- (en) Donald P. Abbott, Phylum Chordata: Introduction to the Urochordata, in Light's Manual – Intertidal Invertebrates of the Central California Coast 3rd Edition, University of California Press, 1980
- (en) Donald P. Abbott et Galen H. Hilgard, Observing Marine Invertebrates: Drawings from the Laboratory, Stanford University Press, 1987
- (en) Donald P. Abbott, A. Todd Newberry et Kendall M. Morris, Reef and Shore Fauna of Hawaii, Bishop Museum Press, 1997